# Yangyong
Yangyong är en köping i nordvästra Kina. Den ligger i Lintan härad i den autonoma prefekturen Gannan för tibetaner i provinsen Gansu, omkring 160 kilometer söder om provinshuvudstaden Lanzhou. Antalet invånare är 7 849. Befolkningen består av 3 849 kvinnor och 4 000 män. Barn under 15 år utgör 23,0 %, vuxna 15-64 år 70 %, och äldre över 65 år 6,0 %.